# Макреш
Вижте пояснителната страница за други значения на Макреш.
Ма̀креш е село в Северозападна България. То е административен център на община Макреш, област Видин.

## История
Няма доказани сведения кога е създадено селото. Има сведения, че църквата е създадена още преди османската власт.
Предполага се, че името на селото произлиза от латинската дума “macro" – голям. Носи се легенда, че това име е дадено на селото от италиански изследовател, преминал по тези земи: харесал селото и отседнал в него, нарекъл го „Макрес“ – дълго, голямо село.
Селото е сменяло 3 пъти местонахождението си, защото е било тормозено от турски бирници.
През Втората световна война Макреш, заедно със съседното село Урбабинци, е известно с големия брой комунисти, някои от които участват в Партизанския отряд „Георги Бенковски“. През януари 1944 година отрядът претърпява поражение в местността Вълчешки дол край селото като загиват 17 партизани. На 16 срещу 17 септември, след Деветосептемврийския преврат през същата година, на същото място партизани от отряда и други комунистически активисти избиват, някои от тях след жестоки мъчения, 298 души отвлечени от Видин и повечето села във Видинско и Кулско.
През 1945 година в Макреш е създадено едно от първите Трудови кооперативни земеделски стопанства в района, в което първоначално се включват 63 семейства. То получава името „17 партизани“, в чест на убитите край селото партизани. През 1950-1951 година, в разгара на кампаниите по колективизацията, 13 семейства (39 души) от селото са принудително изселени от комунистическия режим.
През пролетта на 1951 година в Макреш се сформира горянска група, повечето членове на която са доскорошни комунисти, а ръководителят ѝ Иван Монов преди това е комсомолски секретар в селото. На 25 срещу 26 март 1951 година тази група напада поделението на Трудови войски в Кладоруб, при което един офицер е убит, завзема селото и арестува местните комунистически функционери, след което се оттегля с престрелки през границата. Три дни по-късно групата напада граничното поделение в Раяновци, войници от което са участвали в предходните престрелки, като е убит един войник. Тези събития предизвикват паника в няколкото поделения на Трудови войски в района, където през следващите седмици редовно има инциденти с безпричинна стрелба.

## Население
Преброяване на населението през 2011 г.
Численост и дял на етническите групи според преброяването на населението през 2011 г.:
|                     | Численост | Дял (в %) |
| Общо                | 414       | 100,00    |
| Българи             | 347       | 83,81     |
| Турци               | 0         | 0,00      |
| Цигани              | 52        | 12,56     |
| Други               | 0         | 0,00      |
| Не се самоопределят | 0         | 0,00      |
| Неотговорили        | 15        | 3,62      |

## Политика
- 2007 – Иван Каменов Вълчев (Коалиция „Българска социалистическа партия и партия Земеделски народен съюз“) печели на първи тур с 58,13%.
- 2003 – Иван Каменов Вълчев (Нова левица) печели на първи тур с 52,39%.
- 1999 – Иван Каменов Вълчев (Българска Евролевица) печели на втори тур с 59% срещу Митко Антов (БСП).
- 1995 – Перо Василев (Предизборна коалиция БСП, БЗНС Александър Стамболийски, ПК Екогласност) печели на първи тур с 58% срещу Тодор Зурлов (независим).

## Редовни събития
Панаирът в селото се провежда на 9 септември.

## Известни личности

### Родени в Макреш
- Мими Виткова (р. 1950), лекар и политик

### Цитирани източници
- Груев, Михаил. Преорани слогове. Колективизация и социална промяна в Българския северозапад 40-те - 50-те години на XX век.   София, Сиела, 2009. ISBN 978-954-28-0450-5.